# Solarkraftwerk Can Verd
Das Solarkraftwerk Can Verd befindet sich im Gemeindegebiet von Manacor auf der Baleareninsel Mallorca.
Can Verd liefert seit dem 30. Mai 2008 Strom ins öffentliche Netz und wurde am 3. Juni offiziell eingeweiht. Es war die zweite Anlage auf der Insel nach dem Solarkraftwerk Port Vell in Son Servera.
Die auf rund 60.000 m² Gesamtfläche errichtete Anlage mit 9.560 Solarmodulen produziert rund 2,1 Megawatt-Peak (MWp). Finanziert wurde die Anlage von einheimischen Investoren, die, angelockt von der staatlich garantierten Vergütung von bislang 45 Cent pro Kilowattstunde, Anteile kauften. Gebaut wurde die Anlage vom mallorquinischen Unternehmen Generació Fotovoltaica SL. Die Anlage ist eingezäunt und wird rund um die Uhr von Bewegungsmeldern und Kameras überwacht.